# Skår, Alingsås kommun
För andra betydelser, se Skår.
Skår är en bebyggelse i Alingsås kommun i Västra Götalands län. Området räknas sedan 2015 som en del av tätorten Alingsås, från att tidigare klassats som en småort.